# Акмолинская улица
Акмо́линская у́лица (до 1957 года — у́лица Лысе́нко) — улица в Ленинском районе города Орска Оренбургской области. Расположена в восточной части входящего в состав города посёлка Первомайский. Названа решением исполкома горсовета № 426 от 14.10.1957 года именем города Акмолинск Казахской ССР (ныне — Астана); до 1957 года называлась улицей Лысенко.
Улица начала застраиваться в конце 1930-х годов. В настоящее время на улице расположено более 40 частных жилых домов их кирпича, шлакоблоков и дерева.